# آن دو كيو
آن دو كيو (هانغل: 안도규) ممثل كوري جنوبي ولد في 28 سبتمبر 2000 في كوريا الجنوبية بدأ مشواره الفني عام 2007.

## وصلات خارجية
- Ahn Do-gyu في هانسينما
- Ahn Do-gyu على قاعدة بيانات الأفلام الكورية
- آن دو كيو على موقع IMDb (الإنجليزية)
- آن دو كيو على موقع قاعدة بيانات الفيلم (الإنجليزية)